# Mala Gospa (otok)
Mala Gospa (Vavedenja, Mali Žanjic ili Žanjica) je otok i utvrđeni samostanski kompleks u Crnoj Gori smješten na malom kamenom otoku u blizini uvale Mirište, nedaleko od rta Arza, na poluotoku Luštici s istočne strane ulaza u Boku kotorsku. Otok, u narodu poznat kao otok Mali Žanjic, ima površinu od oko 700 m².
Samostan se u arhivskim izvorima prvi put spominje 1508. godine. godine kao sv. Marija "de Sagnic". Vrijeme izgradnje ove samostanske građevine nije poznato, ali se po arhitekturi crkve i velikim zidovima može zaključiti da potječe iz 15. stoljeća.
Najstariji dio kompleksa je jednobrodna crkva za koju se pretpostavlja da potječe iz 15. stoljeća. Samostanski kompleks opasan je obrambenim bedemima s jednom okruglom kutnom kulom s puškarnicama. Oko njega su u kasnijoj fazi podignuti bedemi približno kvadratne osnove s kružnom kulom u sjeverozapadnom kutu, te manji samostanski objekti naslonjeni na zidine s južne i istočne strane utvrde. Unutar kompleksa nalaze se: jednobrodna crkva posvećena Prikazanju Djevice Marije, s ostacima fresaka na zapadnom pročelju i okulusom s gotičkim motivima, te stambene i gospodarske prostorije te cisterna za vodu.
Izvorni krov od kamenih ploča je u kasnijim gradnjama zamijenjen olucima.
Samostanski kompleks je obnovljen 2002. godine.